# Edit von Coler

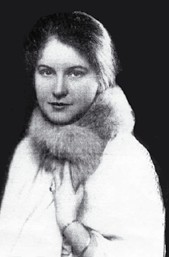
Edit von Coler, Foto in ihrem NSDAP-Parteibuch (1931)

Edit von Coler (auch Edith von Coler; * 9. Juli 1895 in Charlottenburg als Edit Heinemann; † 14. Mai 1949 in Pyrmont) war eine deutsche Propagandistin, Wirtschaftsspionin, Dramaturgin und Auslandspressechefin im Reichsnährstand. Als Gestapo-Agentin und Sonderbeauftragte in Rumänien veranlasste sie die Gleichschaltung der rumäniendeutschen NS-Organisationen.

## Leben

### Jugend

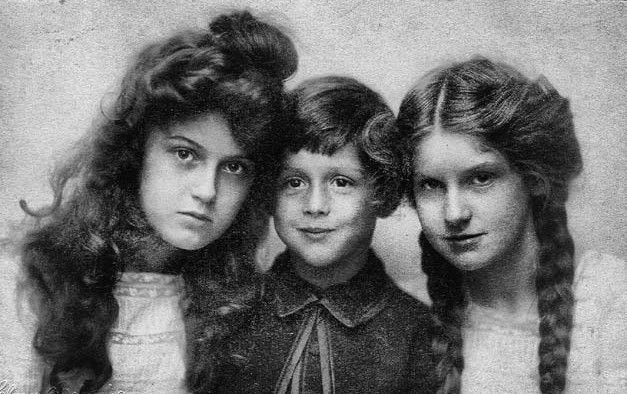
Die drei Manzel-Kinder um 1910, von rechts: Edit Manzel-Heinemann, Gerhard Ludwig (Gerlu) Manzel und Alix Manzel-Heinemann

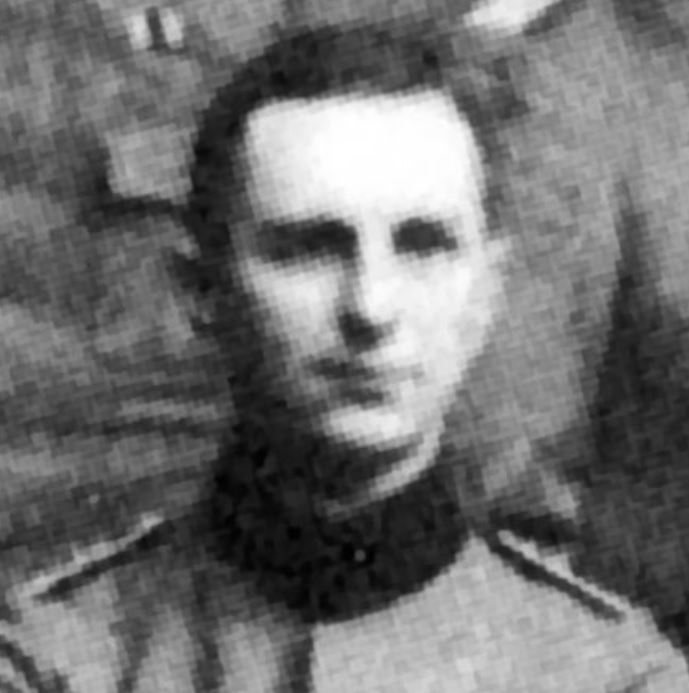
Ulrich von Coler (1917)

Von Coler stammte aus einer konservativen, wohlhabenden Künstlerfamilie.
Ihr Vater war Fritz Heinemann, ein erfolgreicher deutscher Bildhauer. Edits Mutter, Alice Heinemann geborene Tonn, war die Tochter eines wohlhabenden Rittmeisters aus Nakel (polnisch Nakło nad Notecią) Provinz Posen. Ihre Kindheit verbrachte Edit mit ihrer drei Jahre jüngeren Schwester Alix im Umkreis von gebildeten Künstlern. Beide Mädchen wurden durch die französische Gouvernante Antoinette in der französischen Sprache unterwiesen. 1902 trennten sich Edits Eltern. Edits Mutter heiratete darauf den Bildhauer, Maler und Grafiker Karl Ludwig Manzel, zu dessen Bekanntenkreis Kaiser Wilhelm II. und führende Kreise der wilhelminischen Ära zählten.
1917 ging Edit eine Vernunftehe mit dem Oberleutnant Ulrich von Coler ein, später Oberst der Wehrmacht und der finnischen Armee. Diese Beziehung verhalf ihr zu einem Adelstitel. Drei Jahre nach der Geburt ihrer einzigen Tochter Jutta trennte sich das Paar 1922.

### Aufstieg in nationalsozialistischen Kreisen
Edit unterwies ihre Cousine Margarete Himmler, die Gattin des Reichsführers SS Heinrich Himmler, in feineren Umgangsformen, und nutzte ihre Beziehungen als Sprungbrett zum Aufstieg in nationalsozialistische Führungskreise.
Der betuchte Geschäftsmann Paul Lohmann ermöglichte von Coler bis 1930 ein luxuriöses Leben, das sie zur Gründung einer Yachtschule und – als einzige Frau ihrer Zeit – zur Erlangung des Kapitänspatents nutzte. Mit ihrem Vermögen unterstützte sie rechtskonservative Verbände, da sie Deutschland als gedemütigtes Opfer des Friedensvertrages von Versailles sah. Schon zum 1. Mai 1931 trat sie in die NSDAP ein (Mitgliedsnummer 519.266) und machte dort Karriere. Als Dramaturgin beim Staatstheater, vermutlich eine Tarnfunktion, betrieb sie „Salonspionage“. Im März 1935 wurde sie auf Empfehlung Himmlers Auslandspressechefin im  Reichsnähramt unter Richard Darré, Reichsbauernführer und Leiter des Rasse- und Siedlungshauptamts.

### Gleichschaltung der rumäniendeutschen NS-Organisationen

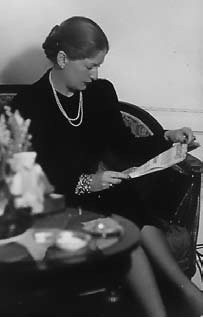
Edit von Coler (1938)

Ihre Vorliebe für rumänische „Zigeunermusik“ weckte ihr Interesse an Rumänien. Das frankophile Rumänien war als Mitglied der Kleinen Entente in den 1920er Jahren zur Regionalmacht im Südosten Europas aufgestiegen. Wegen der Erdölvorkommen und der geografischen Lage Rumäniens suchten die Achsenmächte die Nähe zu dem Land. Auf Wunsch des Auswärtigen Amtes wurde sie von Darré als Journalistin zur angeblichen Verbreitung von deutschlandfreundlichen Artikeln nach Rumänien geschickt. Über diese Pressetätigkeit hinaus wurde sie „von der Gesandtschaft zur Übermittlung heikler Informationen verwendet“. Auch in Rumänien fand Coler wieder einen großzügigen Mäzen, diesmal den 54-jährigen Industriellen Nicolae Malaxa, der als reichster Mann Rumäniens großen Einfluss auf die Presse hatte und zur Kamarilla des rumänischen Königs Karl II. gehörte. Malaxa arrangierte für Edit von Coler einen hochdotierten einjährigen Vertrag bei der Zeitung Curentul. Sie bewohnte ein komplettes Appartement im Bukarester Hotel Athenée Palace.
Ihren ersten spektakulären Erfolg hatte die „äußerst attraktive blonde Dame“, als sie im Oktober 1938 den „Bruderzwist“ zwischen den seit 1935 rivalisierenden rumäniendeutschen radikalen und moderaten NS-Parteien mit den Leitern Alfred Bonfert (Deutsche Volkspartei Rumäniens) und Fritz Fabritius (Deutsche Volksgemeinschaft in Rumänien) innerhalb von 48 Stunden schlichtete.
Am 26. Oktober 1938 traf sie sich mit Fabritius und Helmut Wolff, Vorsitzender des Deutschen Volksrats für Siebenbürgen in der Bukarester Wohnung des deutschen Gesandtschaftsrats Stelzer. Ebenfalls in Bukarest, in der Wohnung des Vertreters der NSDAP/AO Landesgruppenleiter der Auslandsorganisation der NSDAP in Rumänien Artur Adolf Konradi, sprach sie am nächsten Vormittag mit Bonfert, dem Landesbauernführer Hans Kaufmes und dem Kreisleiter für Siebenbürgen Ost Waldemar Gust. Am Abend des 27. Oktobers kamen beide Parteien zu einer Einigung, in der Fabritius als Landesobmann der Volksgemeinschaft bestätigt wurde. Die DVR-Organisationen wurden aufgelöst und in die Volksgemeinschaft eingegliedert. Am 6. November wurde die „Versöhnung“ mit einer Massenkundgebung in Timișoara gefeiert.
Es ist nicht geklärt wie Coler dies so schnell gelingen konnte. Wegen fehlender Quellen können allein Indizien Schlüsse über den Inhalt der Gespräche liefern. Auch gut informierte Autoren bezeichnen sie als „geheimnisvoll“. Ihr Briefkopf trug den Titel „Sachbearbeiterin im Verwaltungsamt des Reichsbauernführers“; Gerüchten zufolge sei sie für das SS-Hauptamt Volksdeutsche Mittelstelle (VoMi) tätig gewesen; der Bischof der Evangelischen Kirche A. B. in Rumänien, Viktor Glondys, glaubte, sie sei eine „Verwandte Himmlers“. Coler soll auch Empfehlungen des Auswärtigen Amtes gehabt und besonders durch ihre Geldmittel überzeugt haben. Vermutungen legen nahe, dass sie als Beauftragte des Deutschen Reiches den Radikalen mit der Streichung ihrer Finanzierung durch die NSDAP gedroht hatte. Nach 800 Jahren nahm Deutschland damit erstmals Einfluss auf die Politik der hiesigen Volksdeutschen. Der Historiker Paul Milata kommentierte, dass „die Rumäniendeutschen […] von einer Person gleichgeschaltet [wurden], von der sie nichts wussten.“
In mehreren Briefen an das Auswärtige Amt und an Werner Lorenz, den Chef der Volksdeutschen Mittelstelle, berichtete Coler im November 1938 über die erfolgreiche Schlichtung der Zwistigkeiten: „Beide behaupten, die wahren Vertreter der neuen Weltanschauung zu sein …“. Die Hitzköpfe bereiteten ihr aber weiterhin Sorge, sodass sie Lorenz im September 1939 bat „energisch einzuschreiten“, denn: „Das unvorsichtige Benehmen der Volksdeutschen gefährdet unsere Arbeit.“ Auch teilt sie mit: „Wehrfähige Deutsche werden von hier nach Deutschland berufen, obwohl sie an der deutschen Front durch ihre kleine Zahl keinerlei Hilfe bedeuten, hier aber von größter Wichtigkeit sind“.

### Wirtschaftsabkommen mit Rumänien
Im Dienst der Blut-und-Boden-Ideologie arbeitete sie offiziell als Journalistin und erledigte eine Reihe von Aufträgen. Dazu gehörte das Wirtschaftsabkommen mit Rumänien vorzubereiten, das am 23. März 1939 unterzeichnet wurde und Deutschland die Erdöl- und Getreideeinfuhr aus Rumänien sicherte, in der Edit von Coler eine Schlüsselrolle hatte. Sie erreichte damit nach ihren Worten „die friedliche Eroberung Rumäniens“. Ihre Arbeit führte zur ersten substanziellen Annäherung zwischen Berlin und Bukarest; Coler bezeichnete sie als „Sicherung des Friedens“ und die „friedliche Gewinnung eines wirklichen Freundes für Deutschland“.

### Treffen mit Karl II. von Rumänien und Abberufung
Der ehemalige Verbündete Frankreich spielte nach dem Waffenstillstand von Compiègne vorerst keine politische und militärische Rolle mehr, so hatte Rumänien nicht mehr die politische Kraft, sich gegen die „deutsche Umarmung“ zu wehren. Zudem drohte die Sowjetunion mit einem Angriff, sollten die Nordbukowina und Bessarabien nicht an sie abgetreten werden. Der Zweite Wiener Schiedsspruch führte zur Rückgabe Nordostsiebenbürgens an Ungarn. Auch die Süddobrudscha ging zurück an Bulgarien. Der großrumänische König Karl II. dankte ab und ging ins Exil. Kurz davor erhielt Edit von Coler eine Privataudienz beim König, allerdings ohne die Genehmigung der deutschen Gesandtschaft. Ihr eigenmächtiges Handeln verärgerte die Vorgesetzten in Bukarest und Berlin, so dass sie vom Reichsminister des Auswärtigen, Joachim von Ribbentrop, „aus politischen Gründen“ aus Bukarest abberufen wurde und am 2. August 1940 das Land verlassen musste. In Deutschland wurde Coler der Pass abgenommen, und Reisen ins Ausland wurden ihr bis zum Kriegsende verwehrt.
Nach Kriegsende wurde von Coler für kurze Zeit im Civilian Internment Enclosure No. 6 in Moosburg an der Isar festgehalten, von wo sie nach Bemühungen ihrer Tochter Jutta Schröder († November 2009) entlassen wurde. Edit von Coler verstarb vereinsamt im Mai 1949.

## Rezeption
Im Oktober 1943 erschien in der amerikanischen Illustrierten Coronet auf S. 77 ein Artikel der deutsch-jüdischen Journalistin Bella Fromm unter dem Titel „Die Sirenen des Hakenkreuzes“. Hierin berichtete sie von „Agentinnen des Dritten Reiches“, mit besonderem Schwerpunkt auf Edit von Coler. Fromm war von 1930 bis 1938 als Salonjournalistin in Berlin unterwegs gewesen und hatte während dieser Zeit Edit von Coler als femme fatale bezeichnet.
Rosie Goldschmidt Waldeck berichtete als Pressekorrespondentin der amerikanischen Zeitung Newsweek von ihrem Aufenthalt in Bukarest von Juni 1940 bis Januar 1941. In ihrem Buch Athenée Palace widmete sie Edit von Coler ein ganzes Kapitel mit dem Titel „Die fünfte Kolonne“. Waldeck hatte im Hotel Athenée Palace die Gelegenheit, Edit von Coler zu beobachten. „Im Athenée Palace betrachtete jeder Frau von Coler wie eine Mata Hari, Jahrgang 1940, aber diese Vereinfachung, womit sich auch alle zufrieden gaben, war falsch. Heutzutage ist Frau von Coler so sehr eine Mata Hari wie ein Kavallerieangriff von 1914 einer heutigen Panzerdivision entspricht. […] Sie war keine Spionin von Hitler, sondern eine Propagandistin für Hitler. Ihre Arbeit war viel komplexer und auf einer viel realistischeren Grundlage konzipiert. Allein die Verführung genügte nicht. Von Coler musste zugleich in der Diplomatie so genial sein wie Jules Cambon und in den Salons so geistreich wie Madame Récamier.“
Der Historiker Paul Milata stellte fest: „Ihr Trumpf war jedoch Glamour und das Talent, erfolgreich, schnell und vor allem diskret verhandeln zu können. Bis heute verstehen die meisten Deutschen in Rumänien nicht, dass ihre Gleichschaltung bereits 1938 und nicht erst im September 1940 mit der Ernennung Andreas Schmidts zum Volksgruppenführer erfolgte; dieser war bloß deren sichtbarste Folge. Von Colers Vermittlungsstil war so erfolgreich, dass man sich ihrer damals und bis heute gar nicht mehr erinnern mochte.“
Anfang 1939 verdächtigte sie der französische Geheimdienst eine Gestapo-Agentin zu sein. Infolge des Wirtschaftsvertrages vom März 1939 wurde auch die britische Presse auf sie aufmerksam und bezeichnete sie als „SS-Agentin, deren Waffe ihr Aussehen ist“. Die Vielzahl ihrer Kontakte weckte auch das Misstrauen der Gestapo, die sie verdächtigte, eine Doppelagentin zu sein. Zu einem nicht bezeichneten Zeitpunkt soll von Coler Verbindungen zum Geheimdienst der Wehrmacht gehabt haben.
Der Autor Klaus Popa bemerkte 2010 in einer Rezension zu Jacques Maurice Picard Edit von Coler. Als Nazi-Agentin in Bukarest, dass Picard „die Grenzen zwischen Fiktion und Wirklichkeit nicht streng“ gezogen habe. „Infolgedessen wird der Einfluss, um den das Hitlerreich bis zur Übernahme der Regierungsgeschäfte durch General Antonescu 1940 in Rumänien rang, ausschließlich an der Person von Colers festgemacht. So ist es möglich, die Mär ihrer ‚zwei Leistungen‘ zu verfestigen und von Coler zudem ein besonderes ‚Gespür‘ für die Schwachstellen der rumänischen Innen- und Außenpolitik anzudichten. Coler soll nämlich auch am Zustandekommen des Wirtschaftsabkommens vom 23. März 1939 zwischen dem ‚Dritten Reich‘ und Rumänien maßgeblich beteiligt gewesen sein. Autor Picard erwähnt zwar die Beteiligung des Landesgruppenleiters der NSDAP in Rumänien, Konradi, an den Schlichtungsgesprächen zwischen den rivalisierenden NS-Gruppen der Rumäniendeutschen, zieht es aber vor, von Coler und nicht Konradi die Hauptrolle zuzuschreiben. In ähnlicher Weise verfährt der Verfasser mit der Episode der deutsch-rumänischen Wirtschaftsverhandlungen, die von Fachleuten beider Seiten, aber nicht von von Coler in die Wege geleitet, vorbereitet und vertraglich sanktioniert wurden. Und mit der ebenfalls dokumentarisch unbelegten Behauptung, von Coler habe seit Dezember 1939 von den Geheimklauseln des Paktes über die Abtretung der Provinzen Bessarabien und Nordbukowina an Rußland‘ gewußt, ist das Maß des Zumutbaren überschritten.“